# Bama (miasto)
Bama – miasto w Nigerii, w stanie Borno. Według danych szacunkowych na rok 2009 liczy 69 620 mieszkańców..